# Beşiktaş Jimnastik Kulübü 2021-2022
Questa voce raccoglie le informazioni riguardanti il Beşiktaş Jimnastik Kulübü nelle competizioni ufficiali della stagione 2021-2022.

## Maglie e sponsor
|  | 1ª divisa | 2ª divisa | 3ª divisa |

## Rosa
| N. |                                 | Ruolo | Calciatore             |
| -- | ------------------------------- | ----- | ---------------------- |
| 2  | Francia (bandiera)              | D     | Valentin Rosier        |
| 3  | Turchia (bandiera)              | D     | Rıdvan Yılmaz          |
| 4  | Spagna (bandiera)               | D     | Javi Montero           |
| 5  | Brasile (bandiera)              | C     | Josef                  |
| 7  | Camerun (bandiera)              | C     | Georges-Kévin N'Koudou |
| 8  | Turchia (bandiera)              | C     | Salih Uçan             |
| 9  | Belgio (bandiera)               | A     | Michy Batshuayi        |
| 10 | Turchia (bandiera)              | C     | Oğuzhan Özyakup        |
| 11 | Turchia (bandiera)              | A     | Gökhan Töre            |
| 12 | Germania (bandiera)             | P     | Can Bozdoğan           |
| 13 | Canada (bandiera)               | C     | Atiba Hutchinson       |
| 14 | Turchia (bandiera)              | C     | Mehmet Topal           |
| 15 | Bosnia ed Erzegovina (bandiera) | C     | Miralem Pjanić         |
| 17 | Canada (bandiera)               | A     | Cyle Larin             |
| 18 | Algeria (bandiera)              | A     | Rachid Ghezzal         |
| 20 | Turchia (bandiera)              | C     | Necip Uysal            |
| 21 | RD del Congo (bandiera)         | D     | Fabrice N'Sakala       |

| N. |                    | Ruolo | Calciatore       |
| -- | ------------------ | ----- | ---------------- |
| 22 | Serbia (bandiera)  | A     | Adem Ljajić      |
| 23 | Brasile (bandiera) | D     | Welinton         |
| 24 | Croazia (bandiera) | D     | Domagoj Vida     |
| 28 | Turchia (bandiera) | A     | Kenan Karaman    |
| 30 | Turchia (bandiera) | P     | Ersin Destanoğlu |
| 34 | Turchia (bandiera) | P     | Mert Günok       |
| 37 | Turchia (bandiera) | D     | Kerem Kalafat    |
| 46 | Turchia (bandiera) | D     | Serdar Saatçı    |
| 50 | Turchia (bandiera) | A     | Güven Yalçın     |
| 61 | Turchia (bandiera) | C     | Emre Bilgin      |
| 65 | Turchia (bandiera) | C     | Emirhan İlkhan   |
| 68 | Turchia (bandiera) | C     | Demir Ege Tıknaz |
| 72 | Turchia (bandiera) | C     | Emirhan Delibaş  |
| 74 | Turchia (bandiera) | P     | Göktuğ Baytekin  |
| 77 | Turchia (bandiera) | D     | Umut Meraş       |
| 90 | Brasile (bandiera) | C     | Alex Teixeira    |

## Risultati

### Süper Lig

#### Girone di andata
| Arbitro: | Kücük |

|                                        |           |  |
| N'Koudou 9’ Hutchinson 52’ Larin 90+3’ | Marcatori |  |

| Gaziantep 21 agosto 2021, ore 21:45 UTC+3 2ª giornata | Gaziantep | 0 – 0 referto | Beşiktaş | New Gaziantep Stadium\| Arbitro: \| Öztürk \| |
| Arbitro:                                              | Öztürk    |               |          |                                               |

| Arbitro: | Çakır |

|                   |           |  |
| Alex Teixeira 30’ | Marcatori |  |

| Arbitro: | Kardeşler |

|                                |           |  |
| Batshuayi 7’, 52’ N'Koudou 10’ | Marcatori |  |

| Arbitro: | Sansalan |

|                       |           |  |
| Wright 42’ Sarı 45+1’ | Marcatori |  |

| Arbitro: | Palabıyık |

|                                          |           |  |
| Javi Montero 20’ Souza 43’ R. Yılmaz 52’ | Marcatori |  |

| Arbitro: | Aydınus |

|                      |           |            |
| Kappel 57’ Bamba 88’ | Marcatori | 47’ Yalçın |

| Arbitro: | Uğurlu |

|                 |           |                      |
| Yalçın 32’, 69’ | Marcatori | 54’ (aut.) R. Yılmaz |

| Arbitro: | Karaoğlan |

|                                |           |                                          |
| Okaka 40’, 83’ Gulbrandsen 85’ | Marcatori | 59’ Alex Teixeira 90+1’ (rig.) Batshuayi |

| Arbitro: | Aydınus |

|                |           |              |
| Larin 39’, 64’ | Marcatori | 35’ Cicâldău |

| Arbitro: | Çakır |

|                |           |  |
| Lobzhanidze 6’ | Marcatori |  |

| Arbitro: | Özdamar |

|           |           |                            |
| Larin 62’ | Marcatori | 45+4’ Ömür 90+6’ Cornelius |

| Arbitro: | Ulusoy |

|                            |           |  |
| Babacar 14’ Diedhiou 90+4’ | Marcatori |  |

| Arbitro: | Göçek |

|  |           |                                                         |
|  | Marcatori | 22’ (rig.) Diabaté 55’ Baldé 64’ Serginho 90’ Champness |

| Arbitro: | Kalkavan |

|           |           |              |
| Bozok 82’ | Marcatori | 12’ Bozdoğan |

| Arbitro: | Şansalan |

|                                           |           |                |
| Larin 45’ Batshuayi 84’, 89’ Yalçın 90+6’ | Marcatori | 38’, 71’ Thiam |

| Arbitro: | Aydınus |

|                                |           |                |
| Özil 14’ (rig.) M. Berisha 30’ | Marcatori | 25’, 59’ Souza |

| Arbitro: | Öztürk |

|                       |           |              |
| Larin 31’ Ghezzal 60’ | Marcatori | 3’ C. Ndiaye |

| Arbitro: | Kalkavan |

|          |           |  |
| Koka 90’ | Marcatori |  |

#### Girone di ritorno
| Rize 20ª giornata | Çaykur Rizespor | 2 – 2 | Beşiktaş | Stadio Çaykur Didi |

| Istanbul 21ª giornata | Beşiktaş | 1 – 0 | Gaziantep | Vodafone Arena |

| Istanbul 22ª giornata | Fatih Karagümrük | 0 – 1 | Beşiktaş | Stadio olimpico Atatürk |

| Malatya 23ª giornata | Yeni Malatyaspor | 1 – 1 | Beşiktaş | New Malatya Stadium |

| Istanbul 24ª giornata | Beşiktaş | 0 – 0 | Antalyaspor | Vodafone Arena |

| Adana 25ª giornata | Adana Demirspor | 1 – 1 | Beşiktaş | Stadio nuovo di Adana |

| Istanbul 26ª giornata | Beşiktaş | 1 – 0 | Altay | Vodafone Arena |

| Sivas 27ª giornata | Sivasspor | 2 – 3 | Beşiktaş | Nuovo stadio 4 settembre |

| Istanbul 28ª giornata | Beşiktaş | 2 – 2 | İstanbul Başakşehir | Vodafone Arena |

| Istanbul 29ª giornata | Galatasaray | 2 – 1 | Beşiktaş | Stadio Türk Telekom |

| Istanbul 30ª giornata | Beşiktaş | 1 – 1 | Hatayspor | Vodafone Arena |

| Trabzon 31ª giornata | Trabzonspor | 1 – 1 | Beşiktaş | Stadio Şenol Güneş |

| Istanbul 32ª giornata | Beşiktaş | 4 – 1 | Alanyaspor | Vodafone Arena |

| Giresun 33ª giornata | Giresunspor | 0 – 0 | Beşiktaş | Çotanak Stadyumu |

| Istanbul 34ª giornata | Beşiktaş | 0 – 3 | Kasımpasa | Vodafone Arena |

| Kayseri 35ª giornata | Kayserispor | 2 – 3 | Beşiktaş | Stadio Kadir Has |

| Istanbul 36ª giornata | Beşiktaş | 1 – 1 | Fenerbahçe | Vodafone Arena |

| Smirne 37ª giornata | Göztepe | 0 – 2 | Beşiktaş | Stadio Gürsel Aksel |

| Istanbul 38ª giornata | Beşiktaş | 1 – 1 | Konyaspor | Vodafone Arena |

### Türkiye Süper Kupası
| Arbitro: | Halil Hope Meler (Smirne) |

|                                         |                      |                                |
| Hutchinson 33’                          | Marcatori            | 74’ (aut.) Hutchinson          |
| Alex Teixeira Batshuayi Hutchinson Vida | Tiri di rigore 4 – 2 | Vural Erdilman Özmert Floranus |

### Champions League

#### Fase a gironi
| Arbitro: | Antonio Mateu Lahoz |

|               |           |                              |
| Montero 90+4’ | Marcatori | 20’ Bellingham 45+3’ Haaland |

| Arbitro: | Benoît Bastien |

|                         |           |  |
| Berghuis 17’ Haller 43’ | Marcatori |  |

| Arbitro: | Slavko Vinčić |

|           |           |                                                 |
| Larin 24’ | Marcatori | 15’, 27’ Coates 44’ (rig.) Sarabia 89’ Paulinho |

| Arbitro: | Sergej Karasëv |

|                                                    |           |  |
| Gonçalves 31’ (rig.), 38’ Paulinho 41’ Sarabia 56’ | Marcatori |  |

| Arbitro: | Irfan Peljto |

|                    |           |                 |
| Ghezzal 22’ (rig.) | Marcatori | 54’, 69’ Haller |

| Arbitro: | François Letexier |

|                                                   |           |  |
| Malen 29’ Reus 45+2’ (rig.), 53’ Haaland 68’, 81’ | Marcatori |  |

## Statistiche
| Competizione          | Punti | In casa | In casa | In casa | In casa | In casa | In casa | In trasferta | In trasferta | In trasferta | In trasferta | In trasferta | In trasferta | Totale | Totale | Totale | Totale | Totale | Totale | DR  |
| Competizione          | Punti | G       | V       | N       | P       | Gf      | Gs      | G            | V            | N            | P            | Gf           | Gs           | G      | V      | N      | P      | Gf     | Gs     | DR  |
| --------------------- | ----- | ------- | ------- | ------- | ------- | ------- | ------- | ------------ | ------------ | ------------ | ------------ | ------------ | ------------ | ------ | ------ | ------ | ------ | ------ | ------ | --- |
| Süper Lig             | 59    | 19      | 10      | 6       | 3       | 32      | 23      | 19           | 5            | 8            | 6            | 24           | 25           | 38     | 15     | 14     | 9      | 56     | 48     | +8  |
| Coppa di Turchia      | -     | 3       | 1       | 1       | 1       | 2       | 2       | -            | -            | -            | -            | -            | -            | 3      | 1      | 1      | 1      | 2      | 2      | 0   |
| Supercoppa di Turchia | -     | -       | -       | -       | -       | -       | -       | -            | -            | -            | -            | -            | -            | 1      | 0      | 1      | 0      | 1      | 1      | 0   |
| Champions League      | -     | 3       | 0       | 0       | 3       | 3       | 8       | 3            | 0            | 0            | 3            | 0            | 11           | 6      | 0      | 0      | 6      | 3      | 19     | -16 |
| Totale                | -     | 25      | 11      | 7       | 7       | 37      | 33      | 22           | 5            | 8            | 6            | 24           | 36           | 48     | 16     | 16     | 16     | 62     | 70     | -8  |

### Andamento in campionato
| Giornata  | 1 | 2 | 3 | 4 | 5 | 6 | 7 | 8 | 9 | 10 | 11 | 12 | 13 | 14 | 15 | 16 | 17 | 18 | 19 | 20 | 21 | 22 | 23 | 24 | 25 | 26 | 27 | 28 | 29 | 30 | 31 | 32 | 33 | 34 | 35 | 36 | 37 | 38 |
| --------- | - | - | - | - | - | - | - | - | - | -- | -- | -- | -- | -- | -- | -- | -- | -- | -- | -- | -- | -- | -- | -- | -- | -- | -- | -- | -- | -- | -- | -- | -- | -- | -- | -- | -- | -- |
| Luogo     | C | T | C | C | T | C | T | C | T | C  | T  | C  | T  | C  | T  | C  | T  | C  | T  | T  | C  | T  | T  | C  | T  | C  | T  | C  | T  | C  | T  | C  | T  | C  | T  | C  | T  | C  |
| Risultato | V | N | V | V | V | N | P | V | P | V  | P  | P  | P  | P  | N  | V  | N  | V  | P  | N  | V  | V  | N  | N  | N  | V  | V  | N  | P  | N  | N  | V  | N  | P  | V  | N  | V  | N  |
| Posizione | 3 | 6 | 3 | 1 | 1 | 1 | 4 | 3 | 4 | 3  | 4  | 6  | 9  | 10 | 9  | 7  | 9  | 7  | 7  | 9  | 5  | 5  | 6  | 7  | 8  | 6  | 6  | 7  | 8  | 8  | 8  | 7  | 7  | 7  | 6  | 7  | 6  | 6  |

Legenda:

Luogo: C = Casa; T = Trasferta. Risultato: V = Vittoria; N = Pareggio; P = Sconfitta.